# Dewitt Clinton Senter
Dewitt Clinton Senter (26 de março de 1830 — 14 de junho de 1898) foi um político americano, o 18º governador do Tennessee, com mandato de 1869 até 1871. Foi membro da Câmara dos Representantes do Tennessee com mandato de 1855 até 1861, onde ele se opôs à Guerra de Secessão na véspera da Guerra Civil. Também foi eleito para o Senado do Tennessee, após a guerra e foi escolhido como Presidente do Senado, em 1867. Como presidente do senado estadual, ele assumiu como governador após a resignação de William G. Brownlow que assumiu como Senador dos Estados Unidos em 1869.
Senter talvez seja mais lembrado por desfazer muitas das iniciativas radicais de Brownlow, principalmente o restabelecimento do direito de voto aos antigos Confederados. A atual Constituição do Estado do Tennessee foi elaborada e promulgada durante o mandato de Senter.

## Início de vida
Senter nasceu no Condado de McMinn, Tennessee, filho de William Tandy Senter e Nancy White. Seu pai era um popular ministro Metodista e renomado orador que serviu na Câmara dos Representantes dos Estados Unidos, em meados da década de 1840 e foi um delegado à Convenção constitucional de 1834 do Tennessee. Dewitt cresceu no que é agora o Condado de Hamblen, Tennessee (então parte do Condado de Grainger), onde frequentou escolas públicas. Estudou no Colégio Strawberry Plains College nas proximidades de Strawberry Plains de 1851 a 1852 e posteriormente estudou direito por cerca de um ano com o juiz T. W. Turley.

## Carreira política

### Câmara dos representantes do Tennessee
Senter representou o Condado de Grainger na Câmara dos Representantes do Tennessee de 1855 a 1861. Um Whig, manteve-se firme contra a secessão na véspera da Guerra Civil. Em maio de 1861, ele votou contra a Ordenança de secessão no estado e escrutinou no leste do Tennessee em uma tentativa de turnês sindicalistas na região. Ele era um membro da delegação do Condado de Grainger na Convenção Unionista do leste do Tennessee, que procurou formar um Estado separado, alinhado à União naquela região Tennessee.  Em 1862, Senter foi preso e encarcerado durante vários meses pelas autoridades confederadas. Após sua libertação, ele fugiu para Louisville, Kentucky. Ele foi um eleitor para o chapa do Partido Republicano na eleição presidencial de 1864.

### Senador do Tennessee
Em janeiro de 1865 Senter foi eleito para o Senado de Tennessee, representando Grainger, Claiborne, Anderson e Campbell e serviu como Presidente do Comitê de incorporações do Senado. Nesse mesmo ano, tornou-se o presidente da Cincinnati, Cumberland Gap and Charleston Railroad de Charleston, uma posição que ocupou até 1866. Em 1867, foi eleito Presidente do Senado do Tennessee.

### Governador do Tennessee
Senter inicialmente apoiou as iniciativas radicais republicanas do governador William G. Brownlow, que incluía a cassação de ex-confederados. Em outubro de 1867, ele ajudou a eleger Brownlow para a vaga no Senado dos Estados Unidos desocupada por David T. Patterson, cujo mandato foi definido para expirar em março de 1869. Brownlow renunciou ao cargo de governador em 25 de fevereiro de 1869 e mudou-se para Washington, DC, para assumir o seu lugar no Senado. Nos termos da constituição do Tennessee, o Presidente do Senado é o primeiro na linha de sucessão para governador, e assim Senter se tornou governador após a resignação de Brownlow.
As políticas radicais de Brownlow de cassação haviam deixado o Estado dividido e levou ao surgimento da Ku Klux Klan. Em seu discurso inaugural, Senter prometeu agressivamente perseguir e acalmar a violência da Klan. Em maio de 1869, no entanto, ele dissolveu a guarda do Estado, que tinha lutado contra o Klan, então tornou-se impopular. Ele também anunciou apoio para a restauração de direitos de voto da antigos confederados.
Desde que Brownlow esteve perto do fim do seu mandato como governador, quando ele renunciou, Senter foi estimulado para uma campanha de reeleição por algumas semanas após tomar posse. Suas políticas relativamente brandas em direção aos antigos confederados levaram a uma divisão nas fileiras dos radicais republicanos do Estado, pois muitos radicais queriam continuar as políticas de Brownlow e temiam o revanchismo se os ex-confederados e democratas voltassem mais uma vez ao controle estado. Na Convenção tumultuada dos radicais em 20 de maio de 1869, eles foram incapazes de chegar a um acordo sobre um candidato a governador. Em subsequentes convenções separadas, os radicais favoráveis para as condições de permanência da "política Brownlow" nomearam William B. Stokes e aqueles que eram favoráveis para as políticas mais brandas nomearam Senter.
Sob Brownlow, o legislativo havia dado ao governador poder para nomear comissários de eleição nos Condados, que foram acusados de garantir que antigos confederados não votassem. Usando esse poder, Senter substituiu quase três quartos dos Comissários de Brownlow. Enquanto a lei proibia ainda tecnicamente ex-confederados de votar, novos comissários de Senter não fizeram valer esta lei. Assim, com um grande número de confederados antigos agora votando, Senter derrotou facilmente Stokes no dia da eleição, com um resultado de 120 333 votos contra 55 036.
Para tratar de questões sobre a votação e direitos políticos cassados, uma nova Convenção constitucional do estado reuniu-se em 1870. A presente Convenção, entre outras coisas, modificou a constituição do estado para permitir que todos os homens com pelo menos 21 anos de idade (seja branco ou preto) votassem, também instituiu um imposto e ordenou a separação de escolas para crianças brancas e negras. A nova Constituição foi aprovada por uma votação de 98 128 para 33 972.
Juntamente com questões de direito ao voto, uma das principais preocupações de Senter foi o aumento da dívida do estado. Em dezembro de 1869, Senter propôs a reforma do sistema prisional, argumentando que as prisões tornaram-se um dreno financeiro para o estado. Na esperança de encorajar a imigração para o estado e aumentar as receitas do imposto sobre a propriedade, Senter criou a associação de trabalho e imigração de Tennessee em fevereiro de 1871. Ele também favoreceu a iniciativas para ajudar ferrovias através do pagamento de juros sobre obrigações emitidas por Estado.
Em 1870, Senter usou sua influência para ajudar a estabelecer o Condado de Hamblen, que foi criado com partes de Grainger, Jefferson e o Condado de Hawkins. Senter estabeleceu sua casa no novo Condado.

## Anos posteriores e morte
As políticas de Senter que permitiram aos democratas recuperar o controle do Estado, irritaram os republicanos do Estado e sua carreira política definitivamente acabou. Ele passou seus anos restantes, Gerenciando sua grande fazenda perto Morristown. Ele morreu em 14 de junho de 1898 e está enterrado no cemitério de Jarnagin em Morristown.

## Família
Senter casou com Harriet Senter (uma prima distante) em 1859. Ela era a filha de P.M. Senter o Secretário da Corte Geral do Condado de Grainger. Eles não tiveram filhos.

## Fonte da tradução
- Este artigo foi inicialmente traduzido, total ou parcialmente, do artigo da Wikipédia em inglês cujo título é «Dewitt Clinton Senter».